# Racing Club de Bafoussam

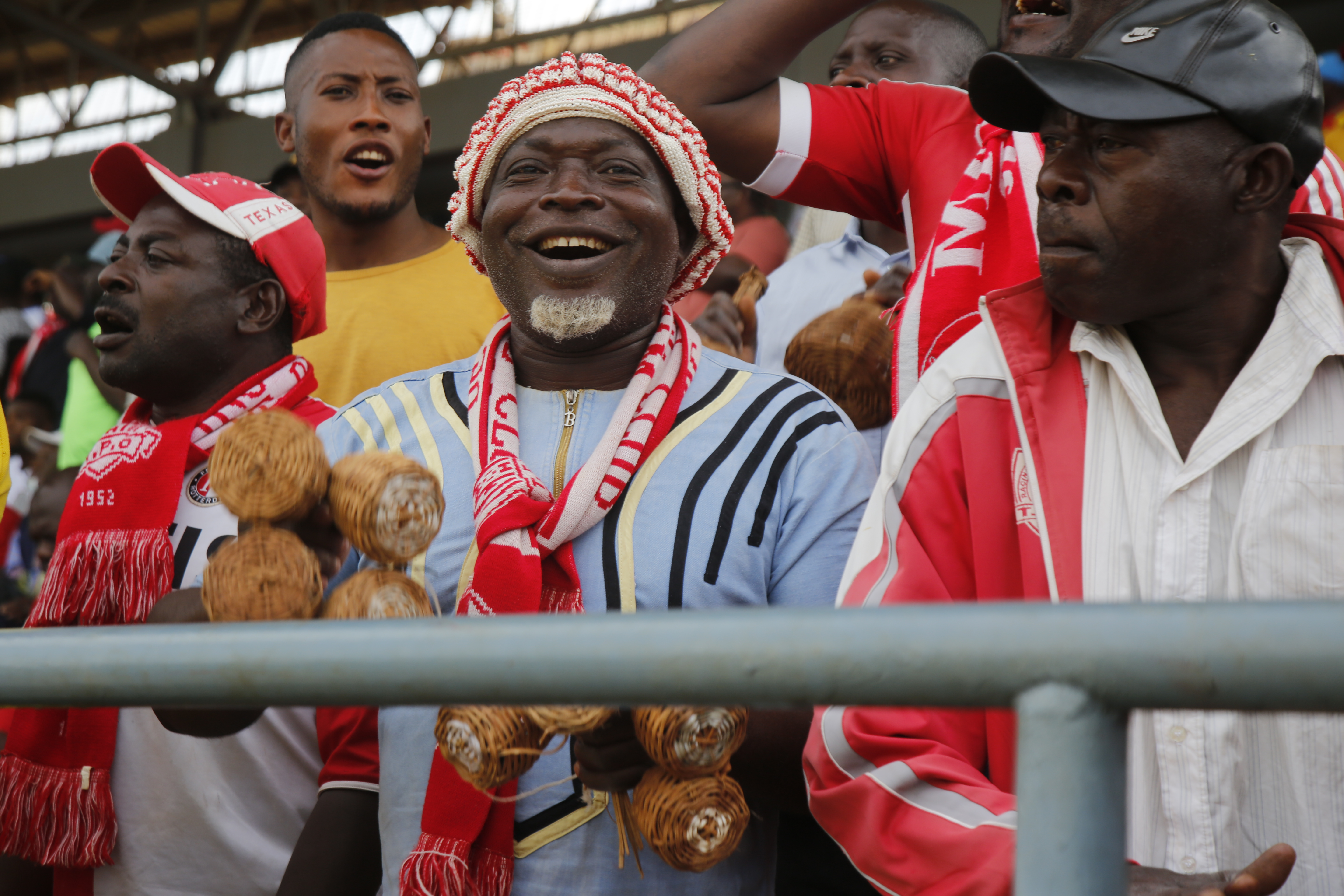
Afeccionats del club camerunès de futbol Racing de Bafoussam

El Racing Club de Bafoussam és un club de futbol camerunès de la ciutat de Bafoussam.

## Palmarès
- Lliga camerunesa de futbol:[2]
  - 1989, 1992, 1993, 1995

- Copa camerunesa de futbol:[3]
  - 1996